# Lee Krasner

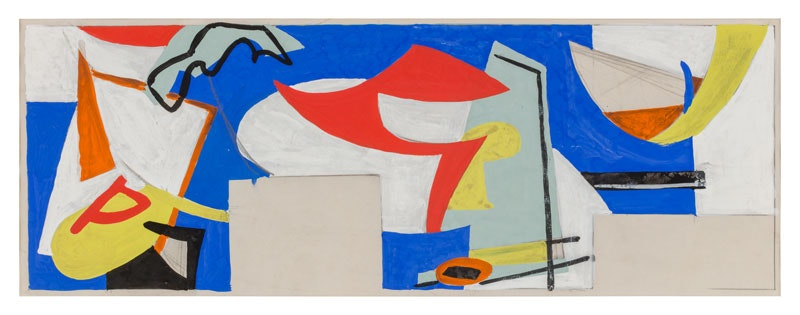
Mural de Krasner (1940).

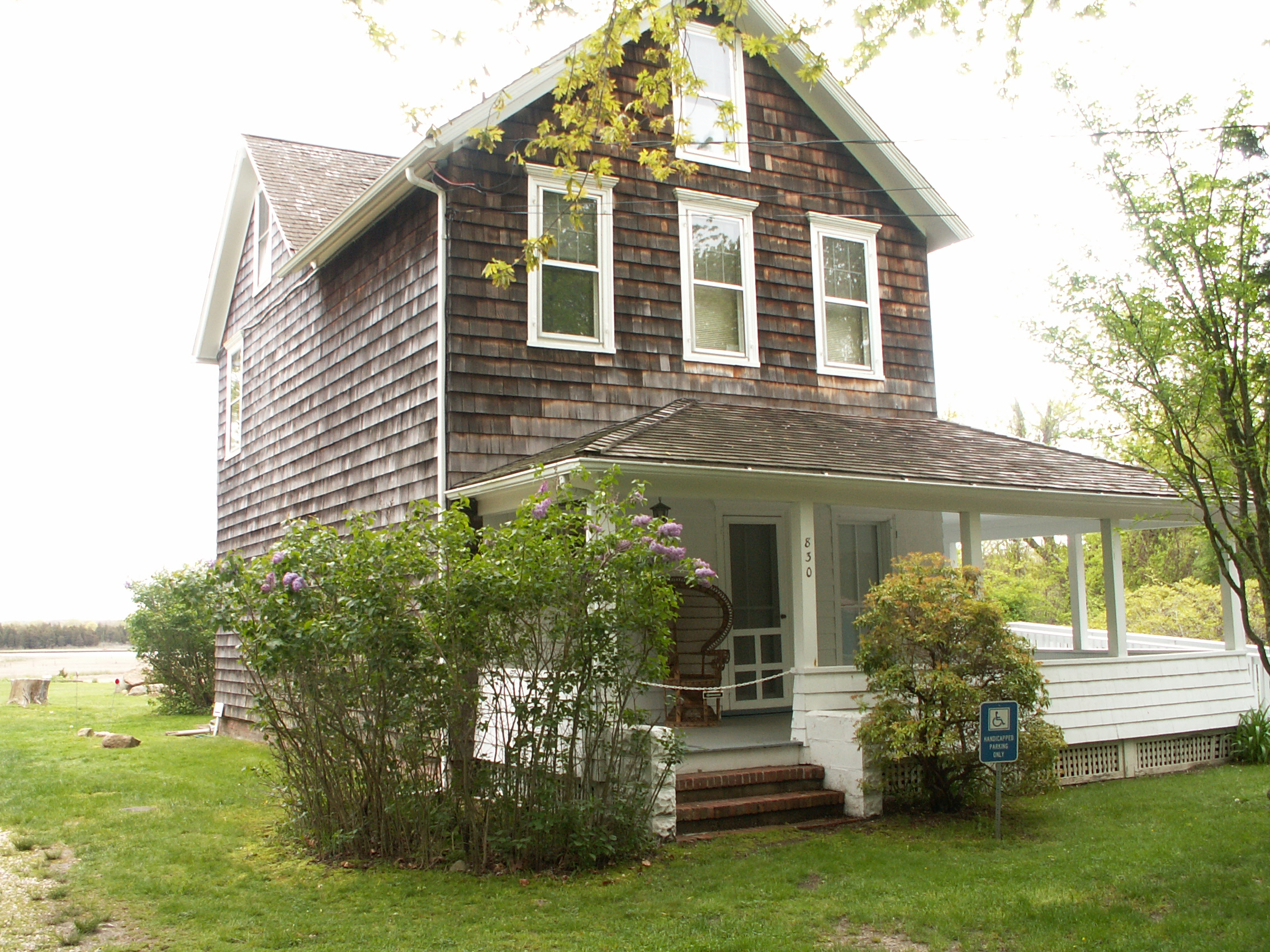
Casa del matrimonio Pollock

Lee Krasner (Brooklyn, Nueva York, 27 de octubre de 1908 - 19 de junio de 1984) fue una influyente artista del expresionismo abstracto en la segunda mitad del siglo XX. Nacida como Lenora Krassner, conocida más tarde como Lee Krassner, era la sexta hija de un matrimonio de inmigrantes judíos procedentes de Shpykiv, Raión de Tulchyn, Óblast de Vínnitsa, Ucrania. Estudió con Hans Hofmann a partir de 1937. Hofmann le mostró la obra de Picasso, Matisse y otros pintores abstractos europeos, lo que ejerció una gran influencia sobre la joven pintora. En 1940, comenzó a exponer con un grupo de pintores norteamericanos, estableciendo el expresionismo abstracto. En 1945, Krasner contrajo matrimonio con el artista Jackson Pollock, líder del mismo movimiento artístico.
En la película biográfica Pollock del año 2000, que relata la vida de su esposo Jackson Pollock, Krasner es representada por la actriz estadounidense Marcia Gay Harden la cual ganó el Oscar a la mejor actriz de reparto por su interpretación. Krasner murió a la edad de 75 años en 1984.

## Biografía
Nace en Brooklyn (Nueva York), el 27 de octubre de 1908 y fallece el 19 de junio de 1984. Sus padres, Chane (nacida Weiss), que cambiaría su nombre por Anne, y Joseph Krasner, de origen ucraniano, decideron huir a Estados Unidos, debido al proceso antisemita que se da en este periodo en su zona de origen, y a la guerra ruso-japonesa. Lee, la cuarta hija del matrimonio (dos chicas y tres chicos), es la única que nace en los Estados Unidos. Tras sus estudios comenzó su experiencia como artista profesional. En 1945 se casó con Jackson Pollock, y decidió centrarse en la carrera de su marido, reduciendo su producción artística.
Formación
Al terminar sus estudios primarios ingresó en la Women’s Art School. En 1928, al terminar su formación básica en el arte, ingresó en la National Academy of Design donde comenzó a estudiar a los maestros antiguos (aquellos anteriores a 1800, principalmente los relacionados con el Renacimiento).
La fuerza que tomó el post-impresionismo y la apertura del Museo del Arte Moderno, en 1929, inyectaron este nuevo modelo de pintura en Krasner y orientó sus nuevos estudios hacia la pintura moderna. Debido a esto, conoció a Hans Hoffman, que le permitió indagar más en nuevos estilos modernos, como el cubismo. Durante la Gran Depresión, ingresó en el Federal Art Project, creado para dar empleo a los artistas durante este periodo. Dedicada a la pintura de murales junto a otros artistas, se situó en la tesitura de tener trabajo y no pintar lo que realmente le gustaba. Al terminar este periodo, ingresó en la American Abstracts Artists, volviendo al estilo pictórico que más le atraía.
Trabajos
A pesar de ser una artista del expresionismo abstracto, su obra contiene diversas variaciones, motivadas por su estilo crítico y la negativa a centrarse en un estilo único. Estas variaciones ayudaron a crear un estilo propio y a diferenciarla de artistas de su época, entonando una simbología propia que definió a través de su propia vida personal. En 1942, comenzó a seguir el trabajo de Jackson Pollock, más afín a su naturaleza crítica, y rechazó el cubismo que aprendió de Hoffman. Se produjo entonces un choque, entre lo aprendido y lo que realmente buscaba en la pintura, llevándola a una inversión de tiempo considerable en sus obras y posterior destrucción de la mayoría de ellas.
A pesar de comenzar a absorber la influencia de la pintura de Pollock, Krasner no olvidaba su admiración por pintores como Matisse o Mondrian, incluyendo elementos de ambos en sus composiciones. La serie Little Image, reprodujo esta admiración. Tras su matrimonio con Pollock, perdió parte de su trabajo al minimizar su producción. En estos años retomó un estilo mucho más sensual, centrado sobre todo en la vida y la muerte. Sin embargo a la muerte de su marido, retomó el arte con más fuerza y creó las series de Earth Green y Umber.
Series
- Earth Green

Fue la serie que creó tras la muerte de su marido. En ella se observa un fuerte expresionismo abstracto, con imágenes extravagantes, salpicadas y rodeadas de nacimiento, destrucción y regeneración. Presentaba una paleta de colores naturales de verdes, rojos, blancos y marrones.
- Night Journeys

Coincidió con los periodos de insomnia que padeció la artista. Contenía imágenes más oscuras y meditadas. Este periodo concluyó debido a un aneurisma cerebral que sufre la pintora.
Últimos años en el arte
Tras recuperarse de sus problemas de salud, Krasner creó la serie de Earth Green. En la década de los 70, cambió radicalmente su estilo, y optó por una pintura plana y casi geométrica con unos colores mucho más puros. Tras exposiciones individuales, consiguió desvincularse del sobrenombre de “la mujer de Jackson Pollock” y consiguió hacerse un hueco entre las personas más influyentes del arte moderno en Estados Unidos.

## Pollock y Krasner
Krasner promovió el arte de Pollock a través de sus amigos y contactos. Las diferencias surgidas en el concepto de Naturaleza entre los distintos artistas que se reunieron, dieron origen al abandono del color negro por parte de Krasner, y a optar por distintas tonalidades de grises. A pesar de las críticas que recibía su marido, propuso nuevas maneras de promocionar el arte de este. Harold Rosenberg, acuñador del término Action Painting, fue un fuerte opositor de la pintura de Pollock, definiéndolo como carente del concepto de Naturaleza. Greenberg, fue rival de Rosenberg, por lo que Krasner decide presentarle a su marido, desembocando en un artículo muy favorecedor para Jackson Pollock. La muerte de Pollock orientará la pintura de Krasner, a un carácter más audaz y positivo.